# Premiile cinematografice Mainichi
Premiile cinematografice Mainichi (毎日映画コンクール Mainichi Eiga Konkūru?) sunt o serie de premii anuale de film. Sunt acordate din anul 1935 ca „Premiile Cinematografice Naționale Japoneze”. Din 1946 sunt sponsorizate de către Mainichi Shinbun (毎 日 新聞), una dintre cele mai mari companii de ziare din Japonia.  Este primul festival cinematografic din Japonia.

## Premii
- Premiul Mainichi pentru cel mai bun film
- Premiul Mainichi pentru film de excelență
- Premiul Mainichi pentru cel mai bun regizor
- Premiul Mainichi pentru cea mai bună imagine
- Premiul Mainichi pentru cel mai bun director de artă
- Premiul Mainichi pentru cel mai bun film de animație
- Premiul Mainichi pentru cel mai bun actor
- Premiul Mainichi pentru cel mai bun actor în rol secundar
- Premiul Mainichi pentru cea mai bună actriță
- Premiul Mainichi pentru cea mai bună actriță în rol secundar
- Premiul Mainichi pentru cea mai bună coloană sonoră
- Premiul Mainichi pentru cel mai bun film străin
- Premiul Mainichi pentru cel mai bun scenariu
- Premiul Mainichi pentru cea mai bună muzică
- Premiul Mainichi pentru cel mai bun sunet
- Premiul Ōfuji Noburō
- Premiul Kinuyo Tanaka